# BC Wetzikon
Der BC Wetzikon ist ein Schweizer Basketballverein aus Wetzikon im Kanton Zürich.

## Geschichte
1969 wurde auf Initiative des Kantonsschullehrer Marcel Lüthi, der an der Kantonsschule Zürcher Oberland (KZO) unterrichtet hat, in Wetzikon erstmals Basket- anstatt Korbball gespielt. Der eigentliche Basketballverein wurde Anfang der 1970er-Jahre als BC KZO Wetzikon gegründet, 1973 nahm der Verein erstmals an den Meisterschaften teil.
In den 1980er-Jahren leitete der Amerikaner Charlie McCormick die Geschicke des Vereins und der Verein stieg zu Beginn des Jahrzehnts erstmals in die Nationalliga B auf, ohne sich jedoch dort halten zu können. In den 1990er-Jahren spielte Wetzikon mit der Damen- sowie auch der Herrenmannschaft in der Nationalliga A, der höchsten Schweizer Liga. 1996 konnte das Fanionteam der Damen mit dem Gewinn des Schweizer Cups den grössten Erfolg in der Vereinsgeschichte erzielen, als sie gegen den damaligen Favoriten Pallacanestro Bellinzona gewann. Zur damaligen Zeit war Wetzikon mit 13 Teams (heute noch drei) der grösste Verein des Regionalverbands ProBasket.
Heute spielt die erste Mannschaft des Basketballclub Wetzikon in der fünftklassigen 3. Liga, nachdem er noch Ende der 1990er-Jahre mit einem Budget von 450'000 Fr. mit zwei Teams in der Nationalliga A spielte.

## Ehemalige Nationalspieler aus Wetzikon
- Stefan Huber
- Jean-Marc Grindatto
- Jean-Marc Stoll